# طيور عليا
الطيور العليا (الاسم العلمي: Metaves) هي فرع حيوي يتكون من عدة سلالات لطيور متنوعة التي تنوعت مبكرا في تطور الطيور. وتشمل الطنان، السمامة، الحمام، واق الشمس، الكاغو، والطيور الاستوائية. وقد تنتمي النحاميات والغطاسيات أيضا إلى هذه المجموعة.